# Hungria nos Jogos Olímpicos de Inverno de 1994
A Hungria competiu nos Jogos Olímpicos de Inverno de 1994, realizados em Lillehammer, Noruega.